# Float (Zahlungsverkehr)
Float (englisch schweben) ist im bargeldlosen Zahlungsverkehr der Kreditinstitute eine durch Postlaufzeit und Bearbeitungszeit bei Buchungsbelegen entstehende zeitliche Verzögerung zwischen Gutschrifts- und Belastungszeitpunkt derselben Zahlungstransaktion.

## Geschichte
Unter dem Anglizismus wird im englischsprachigen Raum derselbe Umstand verstanden, dass Bankguthaben solange auf Konten verbleiben, bis die von Privatpersonen oder Unternehmen ausgestellten Schecks belastet werden. Floats dieser Art wurden erstmals in den USA thematisiert, wo die Scheckzahlung populär ist und durch die Größe des Landes eine Scheckversendung bis zum Empfänger viele Tage dauerte. Floats werden neben diesem Zeitaspekt auch durch hohe Habenzinsen begünstigt, wenn es zwei bis sieben Tage dauerte, bis ein ausgestellter Scheck beim Schuldner belastet wurde. Nach dem 11. September 2001 waren in den USA Floats besonders hoch, weil Massen von nicht verarbeiteten Schecks wegen Störungen der Luftfahrt nicht weitertransportiert wurden. Floats wurden durch den 21st Century Act (oder Check 21 Act) ab Oktober 2004 durch „Check Clearing“ verringert, weil die Banken nunmehr elektronische Kopien austauschen und nicht erst aufgrund der Originalbelege buchen.
Die in Deutschland vorhandenen Bankennetze (der Sparkassensektor mit den Girozentralen, der Genossenschaftssektor mit Volksbanken und Raiffeisenbanken und den Genossenschaftszentralen) haben Zahlungsverkehrsbeträge so lange wie möglich im eigenen Banknetz gehalten, um hiermit während der Postlaufzeit der Belege zinsbringende Floats erwirtschaften zu können. Die Bearbeitung des Zahlungsverkehrs im eigenen Filial- oder Banknetz stellt im Prinzip eine Einsparung von Zentralbankgeld dar, während die Nutzung fremder Banknetze einen Verlust erbringt.

## Arten
Man unterscheidet den aktiven bzw. passiven Float und den positiven bzw. negativen Float.
- Der aktive und passive Float bezieht sich auf den Buchungstag eines Zahlungsvorgangs. Es handelt sich bilanziell um „schwebende Verrechnungen“, worunter die Gegenposten solcher Zahlungsvorgänge innerhalb eines Kreditinstituts zu verstehen sind, von denen am Ausweisstichtag entweder nur die Gutschrift oder nur die Belastung auf den Kundenkonten gebucht werden konnte.[3] Der aktive Float entsteht bei Schecks, Wechseln oder Lastschriften im Einzugsermächtigungs- oder Abbuchungsauftragsverfahren (so genannte Einzugspapiere). Die Beträge werden zunächst dem Konto des einreichenden Gläubigers gutgeschrieben, dem Konto des Bezogenen oder Zahlungspflichtigen aber nicht gleichzeitig belastet. Der aktive Float verursacht den eingeschalteten Banken Kosten durch Bereithaltung der notwendigen Liquidität.

Der passive Float entsteht bei institutsübergreifenden Überweisungen, indem zwar der Überweisungsbetrag dem Girokonto des Schuldners bereits belastet wurde, aber zeitlich später erst dem Gläubigerkonto bei der Empfängerbank gutgeschrieben wird. Für eine begrenzte Zeit verbleiben Gutschriftsbeträge auf Konten, bevor sie wieder abgebucht werden. Der passive Float führt zu Floaterträgen bei Banken.
- Der positive und negative Float hängt mit dem Wertstellungstag eines Zahlungsvorganges zusammen. Er entsteht immer dann, wenn Buchungstag und Wertstellungstag eines Zahlungsvorgangs nicht identisch sind. Dabei ist der positive Float der Zinsertrag, der für die Bank aus der Zeitdifferenz zwischen der wertstellungsmäßigen Kontobelastung beim Schuldner und der wertstellungsmäßigen Gutschrift beim Zahlungsempfänger entsteht. Ein negativer Float ergibt sich, wenn bei Scheckeinreichungen die wertstellungsmäßige Gutschrift früher erfolgt als die wertstellungsmäßige Belastung beim Bezogenen.

## Volkswirtschaftliche Auswirkungen
Die Deutsche Bundesbank spricht von „schwebenden Verrechnungen im Zentralbanksystem“, wenn Zahlungsvorgänge über sie geleitet werden und Schwankungen im Zahlungsverkehrsvolumen auftreten. Banken und Großunternehmen können Floateffekte bewusst zu ihren Gunsten ausnutzen, wenn sie den aktiven Float auf andere Teilnehmer (etwa die Zentralbank) abwälzen und den passiven Float für sich nutzen. Das geschieht, indem sie Einzugspapiere (Schecks, Wechsel, Lastschriften) möglichst schnell aus dem eigenen Gironetz herausgeben und Gutschriftsbeträge möglichst lange im eigenen Banknetz behalten. Als im Mai 1991 der aktive Float der Bundesbank (ein zinsloser Kredit an Kreditinstitute) in der Spitze 26,5 Mrd. DM erreichte, ist sie dazu übergegangen, Einzugspapiere mit gleichtägiger Wertstellung und somit floatfrei durch ihr Netz zu leiten.
Der Zahlungsverkehrsrhythmus einer Volkswirtschaft beeinflusst ebenfalls den Float. Große Zahlungstermine (wie Gehalts-, Miet- und Steuerzahlungen) lösen am Monatsultimo bei Banken hohe Liquiditätsbestände (passiver Float) oder Liquiditätsbedarf (aktiver Float) aus, die zu unerwünschten Folgen auf dem Geldmarkt beitragen können. Der Float gilt daher als ein technisches Element bei der Geldmengensteuerung.
Die Bedeutung des Float hängt schließlich auch vom herrschenden Zinsniveau ab. Bei Negativzinsen sind Floats vergleichsweise zu vernachlässigen.

## Floats heute
Floats dieser Art kommen kaum noch vor. Einerseits ist der bargeldlose Zahlungsverkehr ganz überwiegend beleglos, so dass Postlaufzeiten entfallen und Bearbeitungszeiten durch Zahlungsverkehrssysteme wie TARGET2 (seit November 2007) und SEPA (seit Januar 2008) minimiert sind. Beide Systeme sind Echtzeitsysteme, bei denen Gutschrifts- und Belastungsbuchung – auch institutsübergreifend – zeitgleich erfolgen und dadurch aktive/passive Floats technisch ausgeschlossen sind. SEPA hat seit Februar 2014 bei Lastschriften den Float abgeschafft und ihn bei Überweisungen auf einen Bankarbeitstag reduziert.
Andererseits sind sowohl die Ausführungsfristen als auch die Wertstellungspraxis bei Kreditinstituten gesetzlich eingeschränkt. Seit November 2009 gibt es maximale Ausführungsfristen für Überweisungen. Ausführungsfrist ist der Zeitraum zwischen dem Eingangstag eines Zahlungsauftrages und dessen endgültiger Verbuchung bei der Empfängerbank. Nach § 675s BGB gelten die folgenden Fristen:
- 1 Tag für Überweisungen in Euro innerhalb des EWR,
- 2 Tage für Überweisungen, die mittels eines Überweisungsvordrucks (d. h. beleggebunden) in Auftrag gegeben werden,
- 4 Tage für Überweisungen innerhalb des EWR, die nicht in Euro erfolgen,
- unbeschränkt für Überweisungen außerhalb des EWR.

Von den vorstehend genannten Fristen darf grundsätzlich nicht zum Nachteil des Kunden abgewichen werden (§ 675e Abs. 1 BGB; zu den Ausnahmen siehe § 675e Abs. 2 Satz 2, Abs. 3 und 4 BGB).
Durch das seit November 2017 in allen EU-Mitgliedstaaten auf SEPA und dem ISO-Standard 20022 basierende Zahlungssystem unter dem Namen Echtzeitüberweisung sind Floats völlig ausgeschlossen. Überweisungen werden nämlich nicht mehr bis zu einer bestimmten Uhrzeit gesammelt und anschließend stapelweise ausgeführt.
Hinsichtlich der Wertstellungspraxis ist § 675t BGB zu beachten, wonach bei Überweisungen innerhalb desselben Kreditinstituts die Zahlungseingänge unverzüglich nach Eingang zu buchen sind und die Wertstellung taggleich mit dem Zahlungseingang erfolgen muss. Es kann davon ausgegangen werden, dass die Buchung einer Gutschrift am auf den Eingang folgenden Geschäftstag weiterhin zulässig ist. Der Gesetzestext greift dabei die Rechtsprechung des Bundesgerichtshofs zur Wertstellung bei eingehenden Überweisungen auf. Der BGH hatte klargestellt, dass die Gutschrift, auch wenn sie nachträglich erfolgt, so vorzunehmen ist, dass die Wertstellung des eingegangenen Betrages auf dem Konto des Kunden mit dem Datum des Tages erfolgt, an dem der Betrag dem Kreditinstitut zur Verfügung gestellt worden ist. Lediglich mit Unternehmen kann das begünstigte Kreditinstitut eine abweichende Wertstellungsvereinbarung für Bareinzahlungen treffen, da sich die gesetzliche Regelung auf Verbraucher bezieht.
Für die Fristberechnung sind die so genannten Geschäftstage maßgeblich. Dies sind die Tage, an denen alle an der Ausführung der Überweisung Beteiligten den hierfür notwendigen Geschäftsbetrieb unterhalten (§ 675n BGB). Samstage, Sonn- und Feiertage sowie Tage, an denen Banken ihre Schalter nicht öffnen (Bankfeiertage) sind keine Geschäftstage.

## Kreditkarten
Floats sind hier der Zeitraum zwischen dem Tag der Kartennutzung und der Kontobelastung beim Karteninhaber. Bei Kreditkarten sind Floats oft bis zu maximal 30 Tagen möglich. Bei der Debitkarte gibt es eine monatliche Abrechnung, bei der Chargekarte wird der Karteninhaber sofort nach Bezahlung belastet. Bei langen Floats erfüllen Kreditkarten ihre Bezeichnung, weil der Karteninhaber einen „stillen“ Warenkredit aufnimmt, indem er Waren oder Dienstleistungen bezogen hat, die er nicht sofort durch Geldzahlung begleicht.

## Versicherungen
Im Zusammenhang mit Versicherungen bezeichnet Float die liquiden Mittel, die dem Versicherer im Zeitraum zwischen der Zahlung der Versicherungsprämie durch den Versicherten und der Auszahlung im Versicherungsfall dem Versicherer zur Verfügung steht. In diesem Zeitraum können Versicherer Anlagegewinne aus den zur Verfügung stehenden Mitteln erzielen. Ein prominentes Beispiel für die aktive Nutzung von Float für den Investmenterfolg ist die Anlagestrategie von Warren Buffett bei Berkshire Hathaway.